# Acacia longispicata
Acacia longispicata är en ärtväxtart som beskrevs av George Bentham. Acacia longispicata ingår i släktet akacior, och familjen ärtväxter.

## Underarter
Arten delas in i följande underarter:
- A. l. longispicata
- A. l. velutina